# Scott Thompson

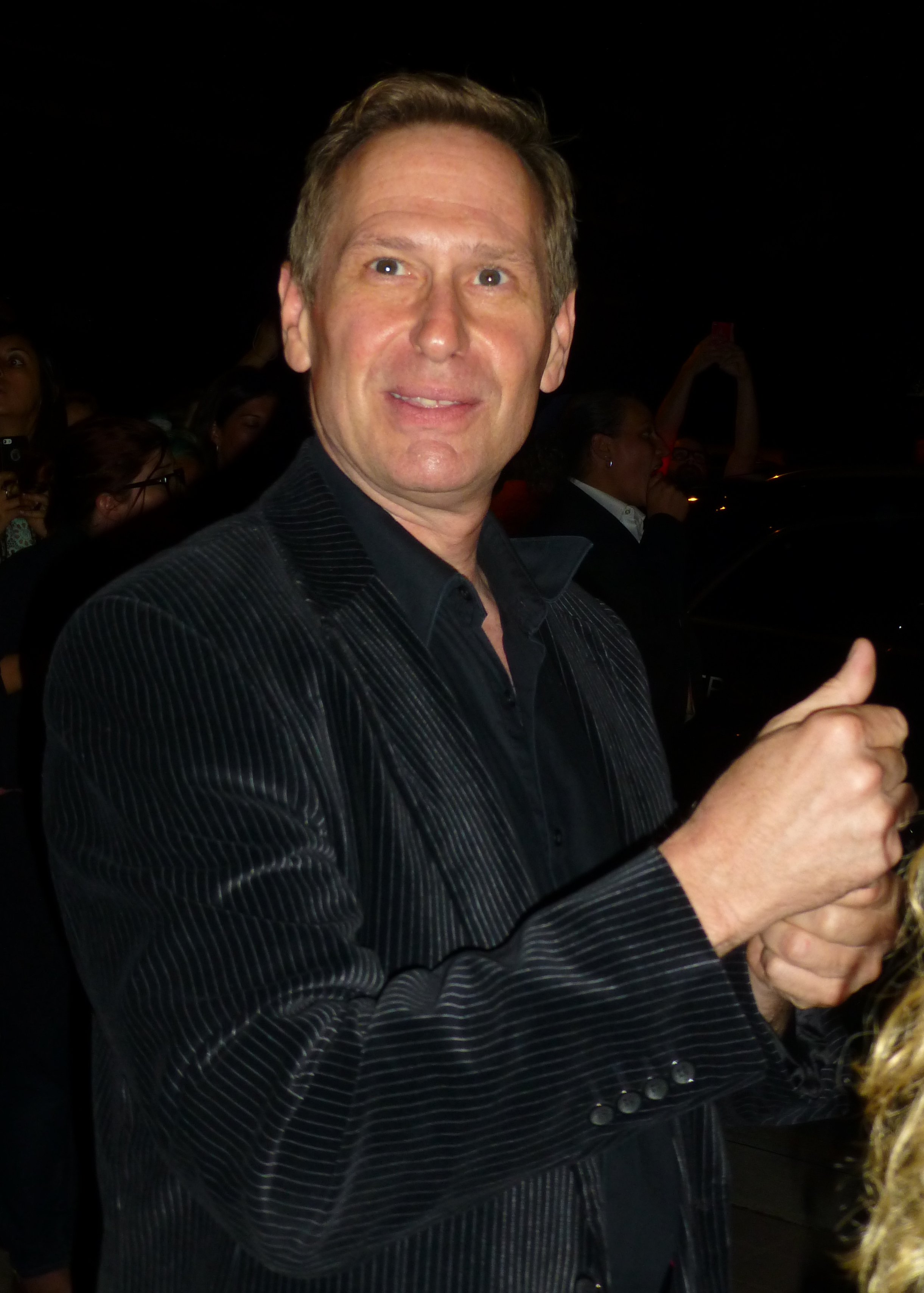
Scott Thompson (2013)

Scott Thompson (* 12. Juni 1959 in North Bay, Ontario, Kanada) ist ein kanadischer Schauspieler und Komiker.

## Leben
Bekannt wurde er durch die kanadische Comedy-Serie The Kids in the Hall (1988–1994), wofür er 1989, 1990 und 1993 insgesamt vier Gemini Awards gewann. 1993, 1994 und 1995 wurde er für diese Fernsehserie für den Emmy nominiert.
Zu seinen weiteren Werken zählen Filme wie Mickey Blue Eyes (1999), Tart – Jet Set Kids (2001), Prom Queen – Einer wie keiner (2004), Der Babynator (2005) und Another Gay Movie (2006).

## Filmografie (Auswahl)
- 2023: Fubar (Fernsehserie)